# × Gymplatanthera
× Gymplatanthera – hybrydowy rodzaj roślin z rodziny storczykowatych (Orchidaceae). Obejmuje 2 gatunki występujące w Europie we Francji i Szwajcarii. Formuła hybrydowa to Gymnadenia × Platanthera.

## Systematyka
Rodzaj sklasyfikowany do podplemienia Orchidinae w plemieniu Orchideae, podrodzina storczykowe (Orchidoideae), rodzina storczykowate (Orchidaceae), rząd szparagowce (Asparagales) w obrębie roślin jednoliściennych.
Wykaz gatunków
- × Gymplatanthera borelii L.C.Lamb.
- × Gymplatanthera chodatii (Lendn. ex Beauverd) E.G.Camus